# مسار جماعي

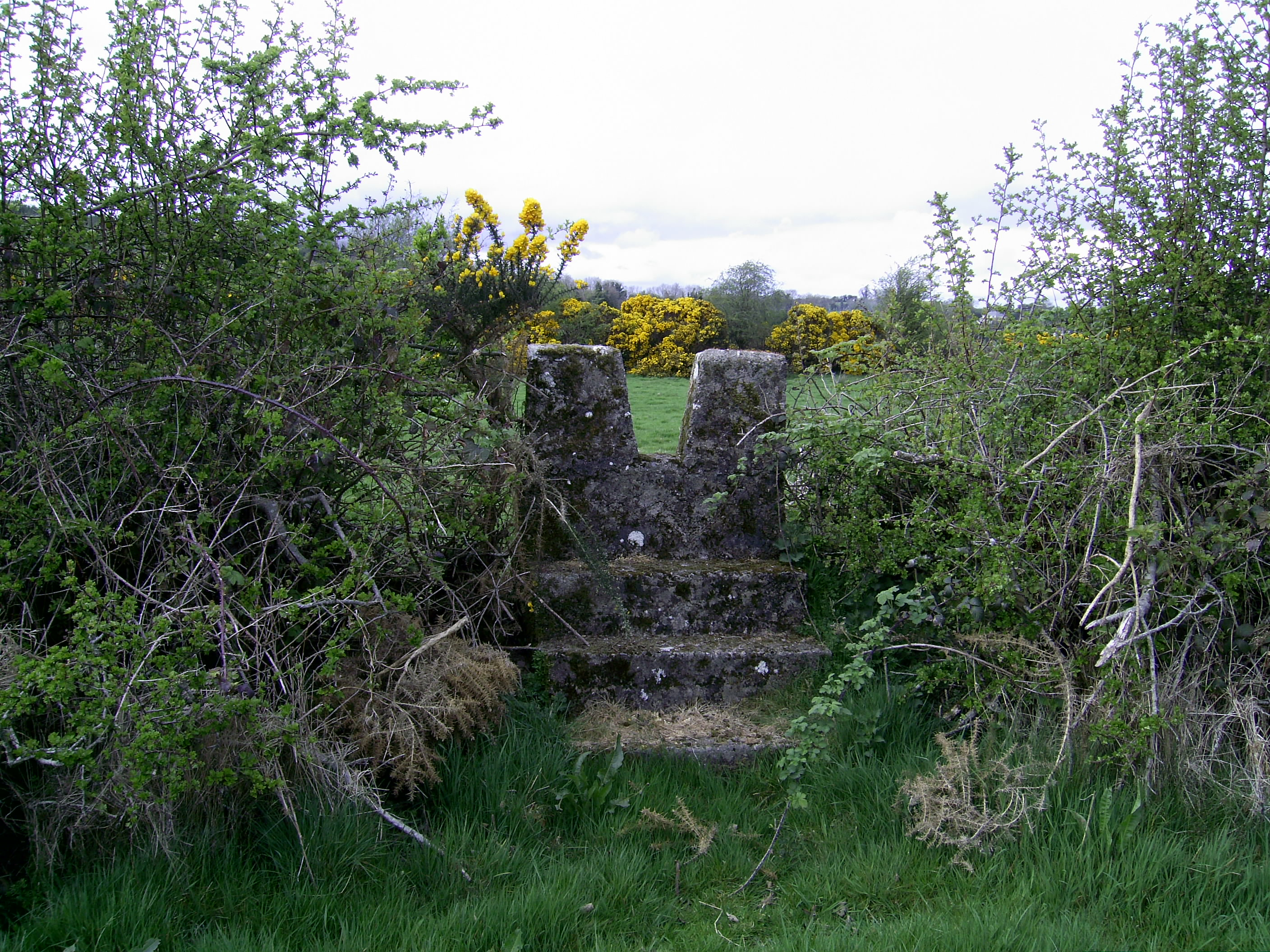
مسار جماعي راناجان وستميث بستايل

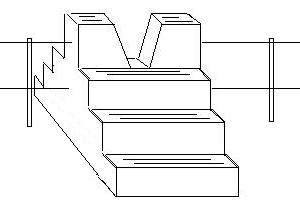
تصميم مسار راناغان الجماعي

المسار الجماعي هو مسار للمشاة أو طريق تربط الطرق التي تستخدمها المجتمعات الريفية بشكل متكرر، مما يؤدي تقليديًا إلى كنيسة تحتفل بقداس الأحد. كانت الأكثر شيوعًا خلال القرون التي سبقت النقل الميكانيكي في أوروبا الغربية، ولا سيما الجزر البريطانية ، وهولندا (حيث يسمى هذا المسار kerkenpad (مضاء "مسار الكنيسة").
تضمنت المسارات الجماعية عادةً امتدادات تعبر حقول المزارعين المجاورين، ومن المرجح أن تحتوي على حجارة ستيل عند عبور الأسوار أو الحدود الأخرى ؛ تم استخدام الجسور الخشبية لعبور الخنادق.
لا تزال بعض المسارات الجماعية مستخدمة اليوم في جمهورية أيرلندا، ولكنها تخضع عادةً لقانون حقوق الطريق المعقد في أيرلندا.